# Bourdonia tridentata
Bourdonia tridentata is een pissebed uit de familie Cabiropidae. De wetenschappelijke naam van de soort is voor het eerst geldig gepubliceerd in 1990 door Rybakov.